# 불가리아어 음운론
불가리아어 음운론을 설명한다.

## 음소

### 모음
|        | 전설 | 중설 | 후설 |
| 고모음 | i    |      | u    |
| 중모음 | e    | ă    | o    |
| 저모음 |      | a    |      |

/i e o u/는 이완음이다. /ă/는 [a]보다 긴장도와 혀의 위치가 높지만, 러시아어의 [ɨ]보다는 낮은 위치에서 조음된다. 어두의 모음은 성문 파열음을 갖는다.
강세를 받지 않는 모음은 강세를 받는 모음보다 짧고 약하게 발음되고, /i-e a-ă u-o/ 짝에 서로 가깝게 발음된다. 강세를 받지 않는 어말의 모음은 종종 묵음이 된다.
모음+비음+마찰음 형태에서 모음은 비음화되고, 비음은 종종 탈락된다.
본래 불가리아어에서 모음이 연속되는 경우는 형태론적 변화에서만 일어난다(знаеш). 외래어에서는 모음 연속이 흔하다(театър).

### 자음
|        | 양순음    | 순치음    | 치경음    | 치경구개음 | 경구개음 | 연구개음 |
| 폐쇄음 | p p´ b b´ |           | t t´ d d´ |            | k´ g´    | k g      |
| 마찰음 |           | f f´ v v´ | s s´ z z´ | š ž        |          | x        |
| 파찰음 |           |           | c c´      | č ǯ        |          |          |
| 비음   | m m´      |           | n n´      |            |          |          |
| 설측음 |           |           | l l´      |            |          |          |
| 전동음 |           |           | r r´      |            |          |          |
| 활음   |           |           |           | j          |          |          |

/t d s z c l/는 치음~치경음, /n r/은 치경음이다. acute 악센트(´)는 순음과 치경음의 구개음화를 표시한다. 치경구개음은 구개음화되는 정도가 작다. 구개음화된 순음의 경우 많은 불가리아인들은 [Cj]와 같이 발음한다. 특히 /n ´ l ´ r ´/의 치음~치경음은 구개음화 된 경우 치경구개음에 가깝게 변동이 일어난다.
/n/은 연구개음 앞에서 연구개음 /ŋ/로 변이된다.
/l/은 전설모음 앞에 있을 때를 제외하고는 연구개음화된다.
/c/와 /x/는 유성음 앞에서(/v v´/ 제외. 후술) 유성 변이음 /ʒ/와 /ɣ/을 갖는다. /x/는 전설 모음 앞에서 연구개 변이음 /x´/를 갖는다.
어떤 음소표는 /x´ʒ ʒ´/를 포함하고 있는데, /x´ʒ´/는 오로지 외국어에 대해서만 쓰인다. /ʒ/는 외국어에 더해 방언에도 쓰이는 경우가 있다.
장애음은 공명음이나 /v v´/ 앞에서 유성음과 대립된다. 이외의 경우에는 둘 모두 어말이나 무성음 앞에서 무성음화되며, 유성음 앞에서 유성음화된다.
구개음화된 음가와 구개음화되지 않은 음소는 전설 모음이 아닌 모음 앞에서만 대립되며, 고유어에서는 형태론적 변화에 의해서만 /ă u o/ 앞에서 대립된다.
연구개음과 경구개음은 전설 모음이 아닌 모음 앞에서 대립된다. 다만 연구개음은 외국에서 유래한 단어가 아니라면 일반적으로 전설 모음 앞에만 자리하며, 나머지 모음 앞에는 경구개음만이 자리한다.
모음 뒤의 /j/는 어말이나 자음 앞에 자리한다. 전설 모음이 아닌 모음 앞에 있을 때는 어두나 모음 뒤에 자리한다. 몇몇 차용어에서 어두에 올 때를 제외하고는 자음 뒤에 오거나 전설 모음 앞에 오지 않는다.
자음은 형태론적 변화에 의해서만 연속해서 나타날 수 있다. 자음군은 별개의 규칙을 따른다.

### 알파벳 전사
| А A | Б B | В V | Г G | Д D | Е E  | Ж Ž | З Z | И I  | Й J  |
| К K | Л L | М M | Н N | О O | П P  | Р R | С S | Т T  | У U  |
| Ф F | Х X | Ц C | Ч Č | Ш Š | Щ ŠT | Ъ Ǎ | Ь ´ | Ю JU | Я JA |

불가리아어 알파벳은 다음 규칙들에 의한 변화를 제외하면 음소표와 가깝게 발음된다.
첫째, /št/는 щ로 표기되며, 음소 /ǯ/는 дж, /ʒ/는 дз로 표기된다.
둘째, 철자는 형태론적인 유-무성 장애음의 변별적 요소를 반영하지 않는다.
셋째, 경구개음과 구개음화된 자음이 전설모음이 아닌 모음 앞에서는 /j/와 뒤따르는 모음이 합쳐져 я, ю, ьо로 표기된다. 이외의 경우 /j/는 й로 표기된다.
넷째, я는 다의적이다. 경구개음, 구개음화된 자음, /j/ 뒤의 /a/와 구개음화된 자음, /j/ 뒤의 /ă/로서 다음의 두 가지 형태론적인 변화에 사용된다. 하나, 남성 단수 정관사. 둘, 1,2식 변화 동사의 1인칭 단수 및 3인칭 복수형.
다섯째, a 역시 다의적이다. 다음 두 가지 경우 /ă/가 아닌 /a/가 사용된다. 하나, 명사의 목적격 남성 단수 정관사. 둘, 1,2식 변화 동사의 1인칭 단수 및 3인칭 복수형.
/ă/는 원시슬라브어 *o와 강한 *ъ가 변화한 음소다. 또한 불가리아어에서 /ă/는 유음이나 비음으로 끝나는 어말 자음군을 어근과 분리하기 위해 삽입되었다. /e/는 원시슬라브어의 *ę과 강한 *ь가 변화한 것이다. 한편 약한 *ъ/ь는 단음절 어근의 단어에 남아 있다. 일부 *ь 음가는 /ă/로서 남아 있다.
불가리아어에서는 원시슬라브어의 이중모음 *o/e를 전위, 장음화시키기도 했다.
불가리아어에서 강세를 받은 음절은 길고 강하게 발음된다. 강세는 분별적인 자질이며 위치는 자유롭고 이동이 가능하다.
일반적인 단어는 한 개의 강세를 갖지만 합성어의 경우 약화된 강세나 두 개의 강세를 갖기도 한다. 불가리아어에서는 접어를 접두사, 접미사, 가변 접사로 분류한다.

## 형태음운론적 교체

### 원시슬라브어에서 유래한 것
연구개음~경구개음 교체는 원시슬라브어의 1식 구개음화에서 유래한다. 현대 불가리아어에서는 특정 조건 하에서 일어난다.
1. /-e/형 남성 호격
2. 일부 1식 변화 동사
3. 불규칙 중성 복수(눈, 귀)

연구개음~치음 교체는 원시슬라브어의 2,3식 구개음화에서 유래한다. 남성명사의 복수형이나 다음절 어근에서 비교적 규칙적으로 일어난다. 몇몇 여성 불규칙 복수에서도 일어난다(팔, 발).
Jotation은 원시슬라브어의 치음과 순음 앞에 있던 *j에서 유래한다. 고대 불가리아어에서 널리 쓰였으나 현재는 극히 드물게 나타난다.
o~e 교체는 원시슬라브어에서 경구개음 뒤 후설모음의 전설모음화 현상, 혹은 연구개음의 3식 구개음화에서 유래한다. 이 같은 교체는 비생산적이며 어휘상으로 제한적이다.
자음 절삭은 자음이 다른 자음 앞이나 어말에서 삭제되는 것이다.
1. /j/는 1식 변화 동사 현재형 어간의 끝에 올 경우 굴절하면서 탈락한다. 이 교체는 형태론적 조건에도 불구하고 생산적이며 규칙적이다.
2. /t d/는 어근 끝에서 1식 변화 동사의 아오리스트 소사 /l/ 앞에 올 경우 탈락한다.
3. /n s t/는 일부 중성명사의 단수나 복수형에서 탈락한다. 이는 다른 교체에서도 산발적으로 나타난다.

모음 절삭은 어근 끝의 모음이 일부 굴절에서 삭제되는 것이다.
/t/~/s/ 교체는 일부 파생관계에서 나타난다.
원시슬라브어 모음 교체의 흔적은 주로 상 대립에서 보존된다.

### 원시슬라브어 이후에 발생한 것

#### 일반적, 음운론적, 선택적 교체
통상적인 대화에서 이 교체는 단어 내부뿐 아니라 단어 사이에서도 작용한다.
CC~C 교체는 형태론적 규칙에 의해 나타나는 자음 중첩이 하나의 자음으로 줄어드는 것이다.
치경음~경구개음 교체는 일부 경구개자음 앞의 치경자음이 경구개음화하는 것이다.
ST~S 교체는 치경마찰음+치경폐쇄음이 다른 단어나 자음 앞에서 치경마찰음으로 줄어드는 것이다.
E~J 교체는 강세가 없는 /e/나 /i/가 주로 강세를 받은 낮은 위치의 모음과 이어질 때 /j/로 변하는 것이다. 이와 유사하게 /o/나 /u/는 [w]로 변한다. 이 음소들은 구개음화나 순음화된 것처럼 발음된다.

#### 일반적, 음운론적, 필수적 교체
어말 무성음화된 음소는 장애를 받지 않는 음소 앞에 있게 되면 다시 유성음이 된다. 다만 정관사를 제외한 접미사 앞에서는 무성음화되며, 접두사의 어말에서는 무성음화되지 않는다.
자음군 동화는 유성음 앞의 무성음은 유성음화되고, 무성음 앞의 유성음은 무성음화되는 것으로 나타난다. 접사와 강세가 있는 단어의 결합에서도 같은 변화가 일어난다. 다만 /v v´/는 유성음화를 일으키지 않지만 무성음화를 받는다.
연구개음~경구개음 교체는 다른 모음 앞의 /k g/가 전설모음 앞의 /k´g´/와 교체되는 것이다. 통상적인 대화에서는 단어 사이에서도 작용한다.
C´~C 교체는 전설모음이 아닌 모음 앞의 구개음화된 자음이 구개음화되지 않은 자음으로 변하는 것이다.
/i/~∅ 교체는 후설 모음, 자음, 다른 단어 앞에 나오는 /j/가 전설 모음 앞에서 삭제되는 것이다. 이 변화는 선택적인 것일 수도 있다.
/j~C´/ 교체는 어근의 맨 앞에 있는 /j/가 접두사의 마지막 자음의 구개음화 요소로 변하는 것이다.
/s/~∅ 교체는 /-sk-/ 형태의 접사로 변화하는 형용사에서 /s/가 탈락하는 것이다.

#### 어휘론적 교체
음운론적 요소나 형태론적 요소, 또는 형태음운론적 요소로 인해 어휘적으로 강제되는 교체이다.
C´a´~Ce 교체는 강세가 있는 /a/ 앞에 구개음화된 자음이 올 때, 구개음화되지 않은 자음 뒤의 /e/로 변하는 것이다. 90-100여 개의 어근에서 이 같은 어휘적 변화가 일어난다. 음운론적 요인으로, C´a´는 강세를 받고 (1)구개음화된 자음이나 치경구개자음 (2)해당 자음을 포함하는 자음군 (3)어두모음을 포함하는 음절 앞에 있지 않을 경우에만 보존되고, 그렇지 않으면 /Ce/나 /Ce´/ 형태를 가진다.
음위 전환은 오래된 현상이나 예외가 많다.
모음 삭제는 많은 명사/동사의 변화에서 /ă/와 /e/가 삭제되는 경향을 보이는 것이다.